# Arystarch (Nikołajewski)
Arystarch, imię świeckie Aleksandr Fiodorowicz Nikołajewski (ur. 23 marca?/4 kwietnia 1867, zm. 1937 lub 1938) – rosyjski biskup prawosławny, arcybiskup Żywej Cerkwi.

## Życiorys
W 1887 ukończył naukę w seminarium duchownym w Penzie. W tym samym roku, po śmierci żony, złożył wieczyste śluby mnisze. Od 1895 był przełożonym monasteru Opieki Matki Bożej w Moskwie. W 1898 otrzymał godność archimandryty. W 1914 przeniesiony do monasteru Ikony Matki Bożej "Znak", również jako przełożony wspólnoty. 1 marca 1920 został wyświęcony na biskupa orenburskiego przez patriarchę moskiewskiego i całej Rusi Tichona.
Po przyjeździe do Orenburga biskup Arystarch był początkowo przeciwnikiem Żywej Cerkwi i apelował do wiernych o nieuznawanie zwierzchnictwa jej Synodu. Pragnąc zapobiec szerzeniu się wpływów odnowicielstwa, doprowadził do nominowania biskupa pomocniczego eparchii orenburskiej, Jakuba (Maskajewa), po czym skierował go do Moskwy w celu przyjęcia chirotonii biskupiej. W stolicy Rosji duchowny ten faktycznie przyjął chirotonię, lecz z rąk biskupów Żywej Cerkwi - Antonina (Granowskiego) i Eudokima (Mieszczerskiego). Po powrocie biskupa Jakuba do Orenburga biskup Arystarch pozwolił mu publicznie służyć, lecz zakazał wyświęcania nowych kapłanów, sam zaś udał się do Moskwy. W czasie jego nieobecności Synod Żywej Cerkwi skierował do Orenburga biskupa Andrzeja (Sosiedowa). Gdy Arystarch, po powrocie na swoją katedrę, zażądał od niego opuszczenia miasta, został aresztowany i zesłany do Kraju Narymskiego, gdzie przebywał do 1923.
W czasie pobytu na zesłaniu Arystarch (Nikołajewski) przeszedł do Żywej Cerkwi i pełnił w niej kolejno urzędy arcybiskupa tambowskiego (1924), swierdłowskiego (1924), penzeńskiego (1924), kurgańskiego (1924-1925), czelabińskiego (1925-1926), orenburskiego (1926), ufimskiego (1927), frunzeńskiego (1928-1930), kałuskiego (1930), borowickiego (wikariusza eparchii nowogrodzkiej, 1931). W 1933 przeszedł w stan spoczynku, lecz jeszcze w tym samym roku decyzja ta została zmieniona i objął urząd arcybiskupa sarapulskiego. W 1937 ponownie przeszedł w stan spoczynku. W tym samym roku lub w roku następnym został aresztowany, skazany na śmierć i rozstrzelany.